# A-Trak
A-Trak (* 30. März 1982), mit bürgerlichem Namen Alain Macklovitch, ist ein DJ aus der kanadischen Stadt Montreal. Er bildet zusammen mit Armand Van Helden das Projekt Duck Sauce.

## Leben
Mit 13 Jahren kaufte er sich seine ersten Turntables und das erste Mischpult. In jungen Jahren machte er sich einen Namen auf der internationalen Bühne und wurde als erster kanadischer DJ, neben DJ Qbert, Roc Raida oder auch DJ Noize, der jüngste DMC World Champion. Während seiner Highschool-Zeit schloss sich Alain der Crew Invisibl Skratch Piklz von Qbert an. Er trennte sich schon bald wieder von dieser, um seine eigene mit dem Namen The Allies zu gründen, mit der er in den kommenden Jahren große Erfolge feierte. Zu den Mitgliedern dieser Crew zählten DJ Craze und weitere Freunde des DJs.
Mit 18 Jahren besaß Alain insgesamt bereits fünf Weltmeistertitel und wurde 2004 von Kanye West mit auf Tour genommen. Die neueste Entwicklung war die Gründung des Labels Fools Gold, bekannt mit The Cool Kids, Kid Sister, Chromeo, Crookers oder Kid Cudi.
Seit 2009 betreibt er auch das gemeinsame Musikprojekt Duck Sauce zusammen mit dem DJ und Produzenten Armand Van Helden. Es wurde 2009 in New York gegründet.

## Diskografie

### Kompilationen
2006:
- Oh No You Didn’t! Live from Vancouver [Disque Primeur]
- Drive Slow Mixtape w/ GLC (CD)
- Sunglasses Is a Must [Disque Primeur]

2007:
- Dirty South Dance [Obey Records] limitado a 5000 copias.

2008:
- Running Man: Nike+ Original Run [Nike+ Sport Music] (Exclusivo para iTunes)

2009:
- FabricLive.45 [Fabric] (Abril 2009)
- Infinity+1 [Thrive Records]

2010:
- Dirty South Dance 2 [Fool’s Gold Records]

### Singles
1997:
- Bucktooth Wizards (mit QBert)
- Stylus Wars (mit Darren Styles)
- Wash Yer Butt (mit QBert)

1999:
- Enter Ralph Wiggum / Live @ Tableturns
- Umbilical Chord
- Enter Ralph Wiggum

2001:
- All Hail to My Hands (from The-Allies D-Day EP)
- Gangsta Breaks (12")

2003:
- Monkey Boy Breaks (12")

2004:
- Buck Tooth Wizards (CD)

2005:
- Don’t Fool with the Dips (12")

2006:
- Step Off (feat. Little Brother)
- Knucklehead
- Quitte La Piste (feat. TTC)

2007:
- Mastered (Me & My Sneakers) (feat. Lupe Fiasco)
- Running Man

2008:
- Roll with the Winners (feat. Hervé)
- Shake It Down (feat. Laidback Luke)
- Say Whoa

2010:
- Ray Ban Vision (feat. CyHi Da Prynce)

2011:
- Stingray (feat. DJ Zinc)

2012:
- Warrior (feat. Mark Foster & Kimbra)
- Money Makin (feat. Dillon Francis)

2015:
- Ibanez (feat. Cory Enemy & Nico Stadi)
- Place on Earth (feat. Zoofunktion)

2016:
- We All Fall Down (feat. Jamie Lidell)
- Parallel Lines (feat. Phantogram)
- Lose My Mind (mit Tommy Trash)

2017:
- Believe (feat. Quavo & Lil Yachty)

2018:
- Ride for Me (mit Falcons feat. Young Thug & 24hrs)
- Prayer Hands (mit YEHME2)
- DJs Gotta Dance More (mit Todd Terry)

### Remixe
2003:
- D-Styles – Felonious Funk

2006:
- Bonde Do Role – Melô Do Tabaco
- Hollertronix – Fireman So Cold (DJ Atrak Mix)

2007:
- Kanye West – Stronger
- Simian Mobile Disco – Hustler
- Bumblebeez – Dr. Love (Trizzy’s Free IPhone Mix)
- Digitalism – Idealistic
- Scanners – Bombs (A-Trak/Trizzy’s Boom Bam Slam Mix)
- James Pants – Kash (Trizzy & XXXChange Mix)
- DJ Benzi & Lil Wayne – Fireman So Cold

2008:
- The Count & Sinden feat. Kid Sister – Beeper
- Boys Noize – Oh!
- MSTRKRFT feat. N.O.R.E. & Isis – Bounce
- DJ Benzi, Kanye West & Plain Pat feat. Common – Get Em High

2009:
- Sébastien Tellier – Kilometer
- Tiga – What You Need
- Yeah Yeah Yeahs – Heads Will Roll
- DJ Sneak – U Can’t Hide From Your Bud (A-Trak Re-Edit)

2010:
- Justice – D.A.N.C.E. (A-Trak Remix) [For DJ Hero 2 Only]
- Naughty by Nature „O.P.P“ vs. Jackson 5 „ABC“ (A-Trak Remix) [For DJ Hero 2 Only]
- Robyn – Indestructible

2011:
- Laidback Luke & Sander van Doorn – Who’s Wearing the Cap
- The Rapture – How Deep Is Your Love?

2012:
- Martin Solveig – The Night Out
- Surkin feat. Kevin Irving – Never Let Go

2013:
- Phoenix – Trying to Be Cool
- Jack Beats – Just A Beat

2014:
- Alesso feat. Roy English – Cool

2015:
- The Chainsmokers feat.  Great Good Fine Ok – Let You Go
- Disclosure feat.  Lorde – Magnets

2016:
- Dillon Francis – Anywhere

2017:
- Maroon 5 feat. SZA – What Lovers Do

2018:
- Charlotte Gainsbourg – Sylvia Says